# Anthozoa
Anthozoa (do grego anthos, flor + zoon, animal) ou antozoários é a classe do filo Cnidaria que inclui os corais e anémonas do mar, sendo a maior classe dos Cnidaria, contendo mais de 6.000 espécies. Os antozoários distinguem-se dos restantes cnidários por terem uma vida inteiramente séssil, sem estado livre de medusa. São formadores de corais.
Os membros da classe Anthozoa são cnidários polipóides; o estágio medusal encontra-se completamente ausente.
O pólipo antozoário é mais especializado que o dos hidrozoários, e a sua mesogléia celular, sua cavidade gastrovascular septada, seus cnidócitos nos filamentos gástricos e suas gônadas gastrodérmicas apontam uma relação filogenética mais íntima com os Scyphozoa do que com os Hydrozoa.
A diferença na forma corporal dos Scyphozoa e dos Anthozoa (medusa versus pólipo) pode ser harmonizada se os antozoários derivaram dos estágio polipóide dos cifozoários.
Uma larva planular é característica da maioria dos antozoários e desenvolve-se em um pólipo. As formas coloniais derivam do brotamento originário do primeiro pólipo.
As duas subclasses (Zoantharia e Octocorallia) refletem níveis diferentes de evolução estrutural dentro dos Anthozoa. Os Octocorallia retiveram um arranjo de oito septos completos e oito tentáculos, que podem ser uma condição antozoária primitiva. A organização colonial é característica de quase todos os octocorais, e os pólipos interconectam-se por meio de uma massa complexa de mesogléia e de tubos gastrodérmicos. Os Zoantharia apresentam um sistema mais complexo de septos, arranjados em múltiplos de 6 (em geral no mínimo 12). Há várias formas solitárias, e as espécies coloniais conectam-se por meio de dobras externas mais ou menos simples da parede corporal.
A maioria dos antozoários é colonial, e esse tipo de organização evoluiu independentemente várias vezes dentro da classe. Embora as colônias possam atingir um tamanho grande, os pólipos individuais são geralmente pequenos. Há alguns grupos com colônias polimórficas, mas essa condição não é largamente disseminada como nos hidrozoários.

## Anêmonas do mar
As anêmonas do mar são o principal grupo de antozoários solitários e, talvez devido a sua condição solitária, muitas espécies desenvolveram um tamanho maior que a maioria dos outros pólipos antozoários. O número e a complexidade dos seus septos, proporcionando uma grande área superficial de filamentos gástricos, podem relacionar-se com a utilização de presas maiores.

## Corais Pétreos ou Escleractinianos
Os corais escleractinianos, embora semelhantes às anêmonas-do-mar, são em grande parte coloniais e exclusivos em sua secreção de um esqueleto calcário externo. O esqueleto proporciona à colônia um substrato uniforme sobre o qual a colônia repousa. Os esclerosseptos podem contribuir para a aderência dos pólipos dentro das taças tecais e proporcionar uma certa proteção contra os predadores quando os pólipos se retiram.
A maioria dos corais escleractinianos habita os recifes tropicais (hermatípicos) e alberga zooxantelas. As zooxantelas encontram-se em muitos outros antozoários, bem como em algumas cifomedusas e alguns hidrozoários.

## Octocorais
Os alcionáceos coloniais ou corais macios, que são mais abundantes nos recifes do Indo-Pacífico, em muitos aspectos são paralelos aos corais escleractinianos,quanto à massa cenenquimal maciça que forma o substrato a partir do qual os pólipos inviduais surgem.
As colônias ramificadas e em forma de bastão dos corais gorgonianos são adaptadas para explorar a coluna de água vertical enquanto utilizam somente uma pequena área de substrato para a ligação. A sustentação flexível é proporcionada por um bastão axial orgânico central e separa as espículas calcárias incrustadas no cenênquima.
Os penaltuláceos (que incluem as canetas do mar, as penas do mar e os amores perfeitos do mar) são adaptados para a vida em fundos macios. Um pólipo grande e primário, que determina a forma da colônia, não só proporciona ancoragem na areia como também age como substrato a partir do qual os pequenos pólipos secundários surgem.